# Marcus Hoffmann (Gesundheitsmanager)
Marcus Hoffmann (* 24. April 1973 in Paderborn) ist ein deutscher Mediziner, Manager in der Pharmaindustrie und Hochschullehrer. Er ist seit 2021 Direktor der Akademie für Gesundheitsberufe der Universitätsmedizin Mannheim und seit 2020 Präsident der Victoria – Internationale Hochschule in Berlin.

## Leben

### Ausbildung und frühe Laufbahn
Hoffmann studierte Medizin an der Westfälischen Wilhelms-Universität Münster und wurde dort 1999 promoviert. Nach dem Studium diente er als Sanitätsoffizier der Bundeswehr im Hauptquartier der NATO-Streitkräfte (SHAPE) in Mons, Belgien.
Von 2003 bis 2006 war er wissenschaftlicher Mitarbeiter im Fachbereich Public Health an der Fakultät für Gesundheitswissenschaften der Universität Bielefeld. Anschließend absolvierte er klinische Weiterbildungsabschnitte in Innerer Medizin und Unfallchirurgie/Sportorthopädie bei Peter Habermeyer. Während der ISAF-Mission leistete er einen freiwilligen Einsatz bei der Bundeswehr in Afghanistan.
2022 erwarb er zusätzlich den Master of Laws (LL.M.) im Medizinrecht an der Dresden International University.

### Tätigkeit in der Industrie
Von 2006 bis 2009 arbeitete Hoffmann für das europäische Joint Venture von Sanofi Pasteur MSD und war dort als Marketingleiter für den HPV-Impfstoff zur Prävention von Gebärmutterhalskrebs verantwortlich. Von 2009 bis 2011 war er Referent des Geschäftsführenden Ärztlichen Direktors des Universitätsklinikums Heidelberg bei J. Rüdiger Siewert.

## Akademische Laufbahn

### Professur an der DHBW
2011 wurde Hoffmann auf eine W2-Professur an die Duale Hochschule Baden-Württemberg (DHBW) Karlsruhe berufen, wo er den bundesweit ersten Studiengang „Physician Assistant" etablierte. Im Dezember 2014 wurde er zum Beamten auf Lebenszeit ernannt.
Von 2015 bis 2018 war er gewählter Geschäftsführer des Fachgremiums Gesundheit der DHBW, das für die strategische Entwicklung aller Gesundheitsstudiengänge an den neun Standorten verantwortlich ist. 2019 wechselte er als W2-Professor für BWL-Gesundheitsmanagement an die DHBW Lörrach. Diese Professur ruht seit seiner Zuweisung nach § 20 BeamtStG zur Universitätsmedizin Mannheim.
Von 2015 bis 2018 war Hoffmann zusätzlich Adjunct Clinical Instructor of Family Medicine an der Keck School of Medicine der University of Southern California in Los Angeles.

## Aktuelle Tätigkeiten

### Direktor der Akademie für Gesundheitsberufe
Seit dem 1. Januar 2021 leitet Hoffmann die Akademie für Gesundheitsberufe der Universitätsmedizin Mannheim.
Hoffmann fungiert als Ansprechperson der Charta der Vielfalt für das Universitätsklinikum Mannheim und initiierte den jährlichen Diversity Day am Klinikum.

### Präsident der VICTORIA | Internationale Hochschule
Seit April 2020 ist Hoffmann ehrenamtlicher Präsident der Victoria – Internationale Hochschule in Berlin. Die private Fachhochschule wurde 2011 gegründet und bietet Studiengänge in den Bereichen Wirtschaft und Management an.

## Wissenschaftliche und berufspolitische Aktivitäten

### Entwicklung des Berufsbildes Physician Assistant
Hoffmann war an der Entwicklung und Etablierung der bundesweit ersten Weiterbildungsverordnung für Physician Assistants in Baden-Württemberg beteiligt, die Absolventen einen akademischen Abschluss verleiht und zur Führung der Berufsbezeichnung „Staatlich anerkannte(r) Physician Assistant" berechtigt. Er ist Mitglied der gemeinsamen Arbeitsgruppe „Akademisierte Gesundheitsfachberufe" der Bundesärztekammer und der Kassenärztlichen Bundesvereinigung, die das Konzeptpapier „Physician Assistant – Ein neuer Beruf im deutschen Gesundheitswesen" entwickelte.

### Internationale Vernetzung
Seit 2019 ist Hoffmann Präsident der European Physician Assistant/Associate Collaboration (EuroPA-C) e. V. Die Organisation fördert die Entwicklung und Anerkennung des Physician Assistant Berufs in Europa.

## Forschung und Drittmittelakquise
Hoffmann hat Drittmittel in Höhe von über 1,6 Millionen Euro für verschiedene Projekte eingeworben:
- Smart City Event Incubator (ESF): 846.746 EUR (2022–2023)
- Physician Assistants an der Westküste (Versorgungssicherungsfonds Schleswig-Holstein): 461.713 EUR (2020–2023)
- MobyDig – EU Erasmus+ Strategische Partnerschaft: 149.805 EUR (2016–2019)
- Weitere Projekte im Bereich Digitalisierung und Weiterbildung

Er erwirkte beim Ministerium für Wissenschaft, Forschung und Kunst Baden-Württemberg die Einrichtung von 60 dauerhaften Studienplätzen für die DHBW im Rahmen des Hochschulausbauprogramms „Akademisierung der Gesundheitsfachberufe".

## Publikationen (Auswahl)
Hoffmann hat über 15 wissenschaftliche Veröffentlichungen in peer-reviewed Zeitschriften und Fachbüchern publiziert. Ausgewählte Publikationen:

### Zeitschriftenartikel
- C. Starck, A. Beckmann, A. Böning et al.: Positionspapier der Deutschen Gesellschaft für Thorax-, Herz- und Gefäßchirurgie zum Einsatz von Physician Assistants in der Herzchirurgie. In: The Thoracic and Cardiovascular Surgeon. Band 70, Nr. 2, 2022, S. 136–142, doi:10.1055/s-0041-1741057.
- T. Marschall, M. Hoffmann: Eine neue Berufsgruppe kommt in der Praxis an: Erste Erkenntnisse über Einsatzgebiete, Tätigkeiten und Gehalt von Physician Assistants/Arztassistenten in Deutschland. In: Das Gesundheitswesen. Band 81, Nr. 1, 2019, S. 9–16, doi:10.1055/s-0043-102182.
- M. Hoffmann et al.: Physician Assistants in der Chirurgie: Ein junges Berufsbild aus Absolventensicht. In: Der Unfallchirurg. Band 121, Nr. 6, 2018, S. 502–509, doi:10.1007/s00113-018-0505-8.

### Buchbeiträge
- Y. Dintelmann, H.-J. Hennes, M. Hoffmann, A. Muhic (Hrsg.): Praxishandbuch Generalistik: Paradigmenwechsel in der Pflegeausbildung. medhochzwei, Heidelberg 2023, ISBN 978-3-86216-988-7.
- L. Hager, M. Hoffmann, P. Hüttl: Physician Assistants in der ambulanten hausärztlichen Versorgung. In: V. E. Amelung et al. (Hrsg.): Die Zukunft der Arbeit im Gesundheitswesen. MWV, Berlin 2020, S. 293–304.

## Mitgliedschaften
- Präsident der European Physician Assistant/Associate Collaboration (EuroPA-C) e.V. (seit 2019)
- Mitglied der Arbeitsgruppe „Akademisierte Gesundheitsfachberufe" (Bundesärztekammer/Kassenärztliche Bundesvereinigung)
- Gutachter in Akkreditierungsverfahren für Gesundheitsstudiengänge